# Amiot (Bildhauer)
Amiot war ein französischer Bildhauer. Er war in der Franche-Comté tätig. 1701 arbeitete er zusammen mit dem Bildhauer François Choye an der plastischen Ausschmückung der Kirchen von Moncey und Foncine. Er ist einzig durch die Erwähnung in Urkunden bekannt.